# Thomas Francis Johnson

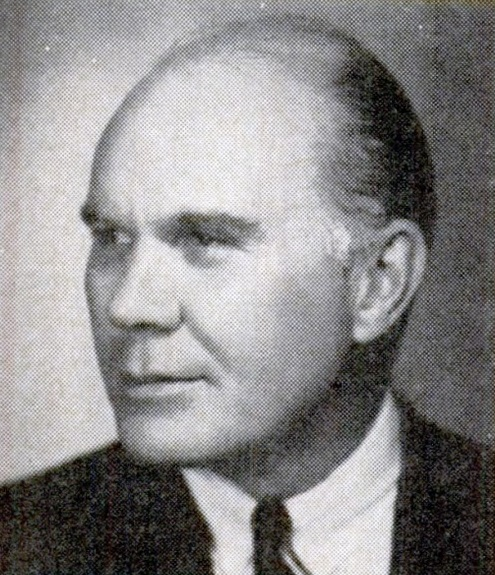
Thomas Francis Johnson, 1959

Thomas Francis Johnson (* 26. Juni 1909 im Worcester County, Maryland; † 1. Februar 1988 in Seaford, Delaware) war ein US-amerikanischer Politiker. Zwischen 1959 und 1963 vertrat er den Bundesstaat Maryland im US-Repräsentantenhaus.

## Werdegang
Thomas Johnson besuchte die öffentlichen Schulen seiner Heimat studierte danach bis 1926 an der Staunton Military Academy in Virginia. Daran schlossen sich Studiengänge an der University of Virginia und der University of Maryland an. Nach einem Jurastudium und seiner Zulassung als Rechtsanwalt begann er ab 1932 in Snow Hill in diesem Beruf zu arbeiten. Später spezialisierte er sich auf internationales Recht mit den Schwerpunkten auf dem Nahen und Mittleren Osten sowie Europa. In Snow Hill wurde Johnson Vorstandsvorsitzender der Commercial National Bank of Snow Hill. Im Jahr 1934 war er für kurze Zeit auch als Staatsanwalt tätig. Gleichzeitig schlug er als Mitglied der Demokratischen Partei eine politische Laufbahn ein. Von 1938 bis 1951 saß er im Senat von Maryland.
Bei den Kongresswahlen des Jahres 1958 wurde Johnson im ersten Wahlbezirk von Maryland in das US-Repräsentantenhaus in Washington, D.C. gewählt, wo er am 3. Januar 1959 die Nachfolge von Edward Tylor Miller antrat. Nach einer Wiederwahl konnte er bis zum 3. Januar 1963 zwei Legislaturperioden im Kongress absolvieren. Diese Zeit war innenpolitisch von den Ereignissen der Bürgerrechtsbewegung bestimmt. 1962 wurde Johnson der Annahme von illegalen Gratifikationen beschuldigt. Das kostete ihn in diesem Jahr die Wiederwahl. Im Jahr 1968 wurde Johnson wegen dieser Vergehen von einem Gericht zu einer Geldstrafe von 5000 Dollar und sechs Monaten Gefängnis verurteilt, von denen er dreieinhalb Monate verbüßen musste. Danach praktizierte er wieder als Anwalt. Thomas Johnson verbrachte seinen Lebensabend in Berlin und starb am 1. Februar 1988 in Seaford.